# أورورا دي ألبورنوز
أورورا دي ألبورنوز (بالإنجليزية: Aurora de Albornoz) (22 يناير 1926 في إسبانيا - 6 يونيو 1990، مدريد في إسبانيا)؛ كاتِبة، بروفيسورة، ناقدة أدبية وشاعرة إسبانية.